# Artasyras
Artasyras († nach 401 v. Chr.) war ein Feldherr und Beamter im persischen Großreich der Achämeniden im 5. und 4. vorchristlichen Jahrhundert. Er stammte aus der Provinz Baktrien.
Artasyras dürfte mit den gleichnamigen Feldherren identisch gewesen sein, der Großkönig Dareios II. diente. Er wurde beauftragt eine Revolte des Königsbruders Arsites und des Adligen Artyphios niederzuschlagen, die sich nach dem Herrschaftsantritt des Dareios II. 423 v. Chr. gegen ihn verschworen hatten. Zunächst wurde er allerdings zweimal von Artyphios geschlagen, dann aber gelang es ihm die Revolte zu beenden, indem er die griechischen Söldner der Rebellen bestach und ihnen somit die Basis ihrer militärischen Potenz entzog.
Letztmals wird Artasyras im Gefolge des Großkönigs Artaxerxes II. während des Kampfes gegen den Prinzen Kyros dem Jüngeren im Jahr 401 v. Chr. genannt. Auf dem Schlachtfeld von Kunaxa fand er den Leichnam des rebellierenden Königsbruders und überbrachte dem Großkönig die Nachricht von dessen Tod. Von Plutarch wurde Artasyras dabei als „das Auge des Königs“ bezeichnet, was die Umschreibung eines königlichen Amtes war. Xenophon wusste zu berichten, das „die Augen und Ohren des Königs“ ein Spitzelsystem beschrieb, mit welchem der Großkönig die Arbeit seiner Provinzstatthalter (Satrapen) überwachte. In der neueren Forschung gilt diese Definition aber als umstritten.
Artasyras war der Vater des Orontes I., des Stammvaters der Orontiden.